# 天主教塔馬利總教區
天主教塔馬利總教區 （拉丁語：Archidioecesis Tamalensis）是加納一個羅馬天主教教省總教區，下轄四個教區。是該國四個總教區之一。
1926年1月17日設立納夫龍戈宗座監牧區，1934年2月26日升為代牧區，1950年4月18日升為教區並易名。1977年5月30日升為總教區。
總教區範圍包括北部地區中部。2010年有教友20,567人（佔轄區總人口2.5%）、十一個堂區、五十三名司鐸。現任教區總主教為斐理伯·納阿梅。